# CDYL2
CDYL2‏ (Chromodomain Y like 2) هوَ بروتين يُشَفر بواسطة جين CDYL2 في الإنسان.